# Filmbühne Plau am See

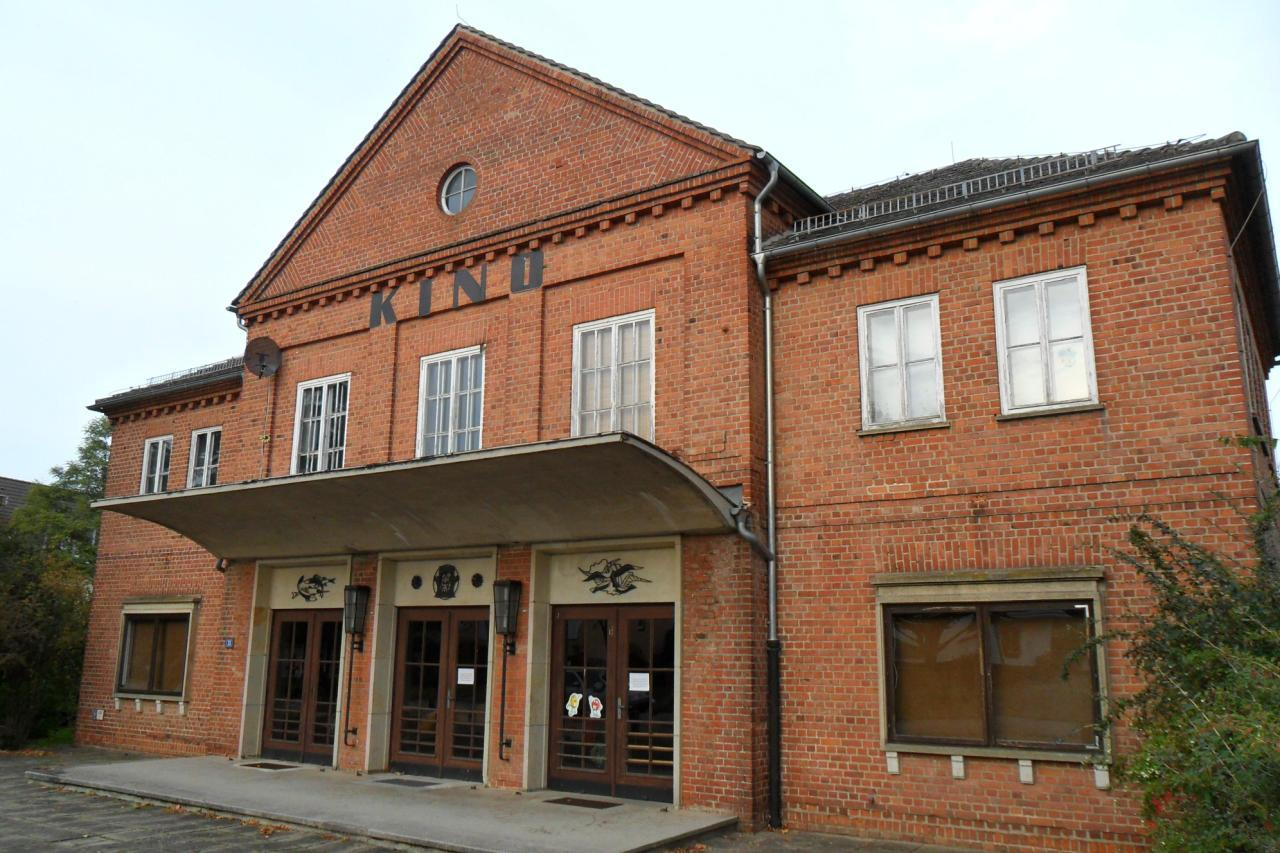

Die ehemalige Filmbühne in Plau am See (Mecklenburg-Vorpommern) unter der Anschrift Dammstraße 31 wurde in den 1950er Jahren als Kino gebaut. Das Gebäude steht unter Denkmalschutz.

## Geschichte
Plau am See ist im 13. Jahrhundert entstanden und wurde 1235 erstmals als Stadt erwähnt.
Das ein- und zweigeschossige freistehende Gebäude mit einem Satteldach, zwei kleinen zweigeschossigen Seitenflügeln mit Walmdächern und den beiden eingeschossigen Anbauten mit Pultdächern sowie dem ausladenden Vordach wurde 1957/58 als Kino gebaut und im Januar 1959 in Betrieb genommen.
Es wurde als Kino genutzt und danach als Versammlungsraum mit Filmbühne. Das verwaiste Lichtspielhaus (Stand 2021) soll zum Veranstaltungsort umgebaut werden.
Links und rechts des Kinos stehen der Sämann und der Mähende Bauer, zwei bronzene Skulpturen von 1935 vom Plauer Ehrenbürger und Bildhauer Wilhelm Wandschneider (1866–1942), der im Stil des Neoklassizismus auch viele Denkmale gestaltete.